# Gelis povolnyi
Gelis povolnyi là một loài tò vò trong họ Ichneumonidae.